# Ibn al-Baytar
Abu-Muhàmmad Abd-Al·lah ibn Àhmad Diyà-ad-Din al-Malaqí (àrab: أبو محمد عبد الله بن أحمد ضياء الدين المالقي, Abū Muḥammad ʿAbd Allāh b. Aḥmad Ḍiyāʾ ad-Dīn al-Mālaqī), conegut com a Ibn al-Baytar (àrab: ابن البيطار, Ibn al-Bayṭār) (Màlaga, c. 1197 - Damasc, 1248), va ser un botànic andalusí musulmà, considerat un dels científics més destacats de l'Àndalus.

## Biografia
Va néixer a Màlaga al final del segle xii. Va aprendre botànica d'Abu-l-Abbàs an-Nabatí, amb qui va col·leccionar plantes de l'Àndalus. An-Nabatí va desenvolupar un mètode científic primerenc introduint-hi tècniques empíriques i experimentals en les proves descripcions i identificacions d'assumptes mèdics i separant els informes no verificats dels suportats per proves i observacions reals.
El 1219, Ibn al-Baytar deixà Màlaga per viatjar pel món islàmic i recollir-ne plantes. Va arribar a Anatòlia. El 1227 va anar a Damasc, on morí el 1248.

## Obres
- الكتاب الجامع لمفردات الأدوية والأغذية, Al-kitab al-jami li-mufradat al-adwiya wa-l-aghdhiya o Llibre recopilatori dels simples en els medicaments i els aliments, també conegut com مفردات ابن البيطار, Mufradat ibn al-Baytar o Simples d'Ibn al-Baytar, o simplement com الجامع, Al-jami o El recopilatori. És l'obra principal d'Ibn al-Baytar, considerada una de les grans compilacions de botànica de tots els temps. Va ser considerada una autoritat sobre el tema durant segles. Era també una farmacopea. S'hi detallen unes 1.400 plantes aliments i medicines, 300 de les quals són aportacions originals de l'autor. El 1758 va ser traduïda al llatí i va ser utilitzada a Europa fins al segle xix.[2] S'hi referencien uns 150 autors àrabs i una vintena de grecs.[3]
- الكتاب المغني في الأدوية المفردة, Al-kitab al-mughní fi-l-adwiya al-múfrada o Llibre enriquidor dels medicaments simples. És una enciclopèdia de medicina.